# 1841 dans le catholicisme
Chronologie du catholicisme
- 1837
- 1838
- 1839
- 1840
- 1841
- 1842
- 1843
- 1844
- 1845

## Évènements
- 1er mars : Création d'un cardinal par Grégoire XVI.
- 12 juillet : Création de deux cardinaux par Grégoire XVI.

## Naissance
- 21 mars : Félix Jourdan de la Passardière, prélat français, évêque auxiliaire de Rouen et évêque titulaire de Rhosus (de) († 12 mars 1913)
- 28 mars : Denis O'Connor, prélat canadien, archevêque de Toronto puis archevêque titulaire de Laodicée-en-Syrie (de) († 30 juin 1911)

## Décès
- 18 mars : Juan Francisco Marco y Catalán, cardinal espagnol de la Curie (° 29 décembre 1771)
- 25 avril : Antonio Domenico Gamberini, cardinal italien de la Curie (° 31 octobre 1760)
- 17 août : Carlo Odescalchi, cardinal italien, cardinal-vicaire de Rome puis « simple religieux jésuite », serviteur de Dieu (° 5 mars 1785)